# Zyzomys woodwardi
Espèce
Statut de conservation UICN

 LC  : Préoccupation mineure

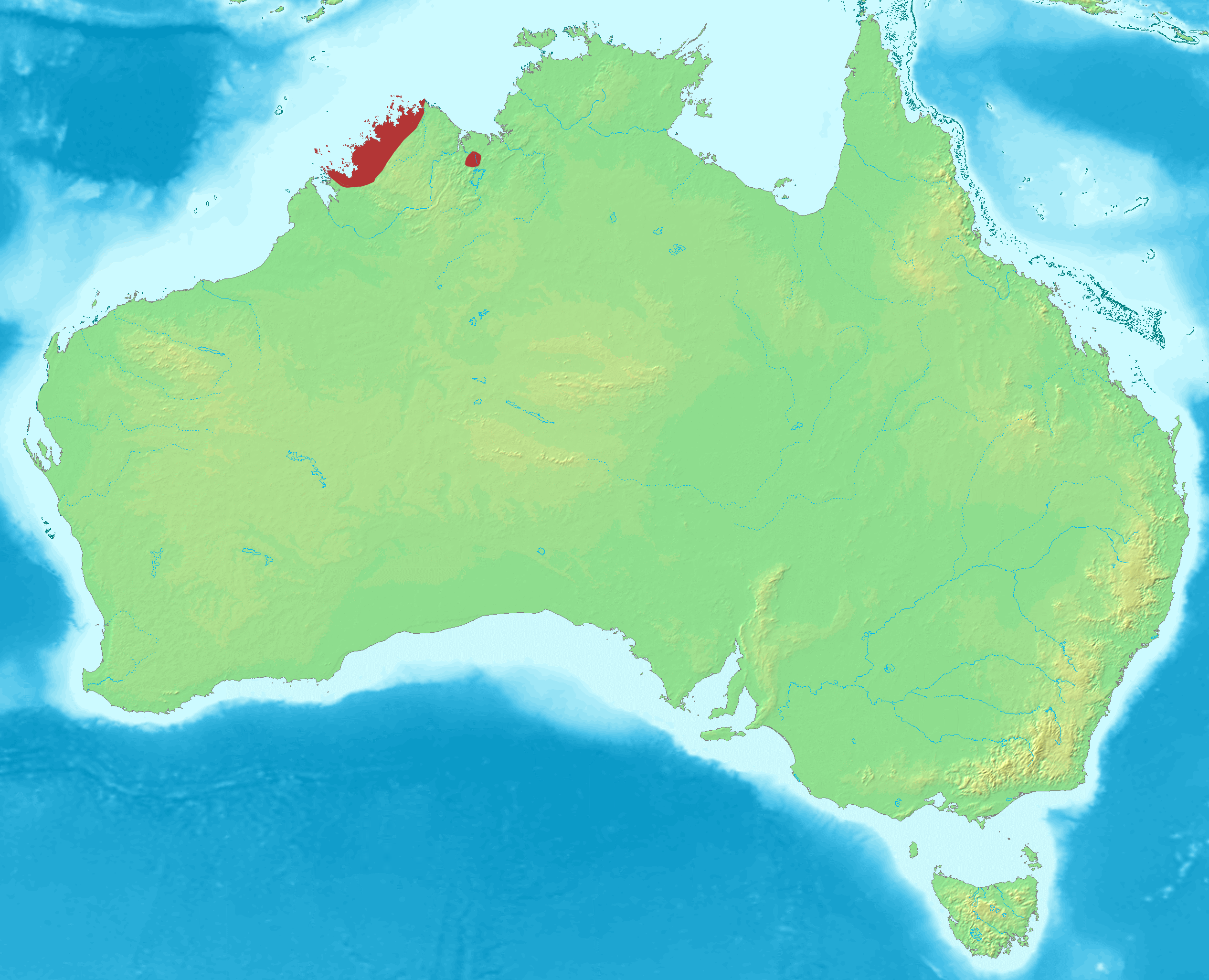
Répartition de l'espèce en Australie.

Zyzomys woodwardi est un petit rongeur australien de la famille des Muridés. Cette espèce encore abondante est appelée Kimberly rock rat (rat des rochers de Kimberly) par les anglophones.